# Vasile Tomoiagă
Vasile Tomoiagă est un sportif roumain né le 20 janvier 1964 à Vișeu de Sus en Roumanie.
Il a été Champion du Monde d'aviron Bled 1989.
Deux fois Vice-Champion Olympique, aux Jeux olympiques de Los Angeles (1984) et de Séoul (1988) au côté de ses compatriotes roumains : Dumitru Raducanu et Dimitrie Popescu.

## Palmarès sportif
·        1984 - Vice Champion Olympique Los Angeles en 2+1 
·        1985 - Vice Champion du Monde Hazenwikel en 2+1
·        1986 - 4ème place au Championnat du Monde Nottingham en 2+1
·        1987 - Champion du Monde Universitaire aux CMU Zagreb en 4+1
·        1987 - 3ème place au Championnat du Monde, Copenhague en 2+1
·        1988 -Vice Champion Olympique, Seoul en 4+1
·        1989 - Champion du monde universitaire aux CMU Duisburg 4+1
·        1989 - Champion du monde au CM Bled en 4+1
·        1990 - 4ème place au Championnat du Monde Tasmanie en 4+1 
·        1991 - 4ème place au Championnat du Monde Vienne en 8+1 
·        1992 - Finaliste aux Jeux Olympiques, Barcelone en 2- 
·        32 titres de champion de Roumanie
·        4 titres de champion de France
·         8 titres de champion balkanique